# Hirtaeschopalaea borneensis
Hirtaeschopalaea borneensis är en skalbaggsart som beskrevs av Stefan von Breuning 1963. Hirtaeschopalaea borneensis ingår i släktet Hirtaeschopalaea och familjen långhorningar. Inga underarter finns listade i Catalogue of Life.